# Hylophilus brunneiceps
Hylophilus brunneiceps là một loài chim trong họ Vireonidae.